# Rally Bike
Rally Bike es un videojuego de arcade de carreras desarrollado originalmente por Toaplan y distribuido por Taito en mayo de 1988. En Rally Bike, los jugadores competirán contra los oponentes controlados por la computadora en carreras en distintos lugares de los Estados Unidos. Lanzado inicialmente en arcades, el juego fue porteado a Nintendo Entertainment System y X68000 por desarrolladores diferentes.
Rally Bike tuvo una recepción mixta de las revistas de videojuegos y tiendas dedicadas que reseñaron al juego cuando fue lanzado en arcades y fue porteado. Desde 2019, los derechos del título pertenecen a Tatsujin, una compañía fundada en 2017 por el exmiembro de Toaplan, Masahiro Yuge, quien ahora es afiliado del fabricante de arcade japonés exA-Arcadia, además de otras propiedades intelectuales de Toaplan.

## Jugabilidad
Rally Bike es un juego de carreras con motocicletas visto desde arriba donde los jugadores correrán a lo largo de seis niveles cada vez más difíciles, junto a dos niveles extra, tomando lugar en los Estados Unidos con el objetivo principal de cruzar la línea de meta y pasar a una cantidad establecida de competidores. A lo largo del camino, los jugadores también esquivarán obstáculos esparcidos por los niveles para evitar accidentes, los cuales provocarán una gran reducción de combustible.
El combustible es un obstáculo importante del juego, ya que los jugadores deberán repostar sus motocicletas en la estación. Sin embargo, esto le dará ventaja a los competidores, ya que estos nunca se quedarán sin combustible, y quedarse sin combustible provocará un game over, a menos que se inserten más créditos en la máquina de arcade para seguir jugando.
En algunas ocasiones, un helicóptero vendrá y soltará un ítem en el camino durante las carreras, que van desde turbos (que se podrán potenciar recogiendo el ítem turbo nuevamente) a motociclistas que evitarán que los jugadores choquen contra los corredores rivales. En la versión de NES, se introduce una mecánica de tienda donde los jugadores pueden comprar partes nuevas para mejorar sus vehículos después de completar cada carrera. El título utiliza un sistema de punto de control en el cual un jugador reaparecerá al comienzo del punto de control que haya alcanzado antes de chocar.

## Lanzamiento
Rally Bike fue lanzado en arcades a nivel mundial en mayo de 1988 por Taito. La banda sonora fue compuesta por Osamu Ōta bajo el seudónimo «Ree». En junio de 1989, un álbum que contenía la música de Rally Bike y otros juegos de Toaplan fue distribuido exclusivamente en Japón por Datam Polystar.

## Ports
El 15 de junio de 1990, un port de Nintendo Entertainment System de Rally Bike desarrollado por Visco Corporation fue lanzado por primera vez en Japón, y después en Norteamérica por Romstar en septiembre del mismo año. La versión de NES no tiene los mismos niveles ni fondos, posiblemente debido a limitaciones de hardware. El 23 de mayo de 1991, el título posteriormente recibió una conversión más fiel a la Sharp X68000 hecha por SPS y distribuida únicamente en Japón por Sharp Corporation, aunque contiene varias diferencias menores en comparación con la versión original, como la relación de aspecto modificada y animaciones desaparecidas, entre otros cambios. Una conversión para Mega Drive estuvo en desarrollo junto a Slap Fight MD en manos de M.N.M Software, pero nunca fue lanzada.

## Recepción y legado
En Japón, Game Machine listó a Rally Bike en su número del 1 de julio de 1988 como el segundo juego de arcade más popular en aquel entonces. El juego recibió una respuesta mixta de parte de los críticos desde su lanzamiento en los arcades. Commodore User criticó los controles pero aclamó los gráficos. Tanto Robin Hogg como Cameron Pound de The Games Machine elogiaron la presentación, gráficos y jugabilidad, pero señalaron al diseño de los niveles posteriores como uno de los puntos negativos del juego. Andy Smith de ACE consideró al título como «algo desafiante que seguramente le gustará a los fanes del manejo y las carreras». Anthony Baize de AllGame consideró que fue una experiencia difícil pero agradable.
Otros ports de Rally Bike tuvieron una recepción mixta de parte de los analistas. La recepción pública también fue mixta: los lectores de Famimaga votaron para darle a la versión de Nintendo Entertainment System una puntuación de 15,75 de 30 en una encuesta. Sin embargo, la versión de X68000 resultó relativamente popular.
En los años posteriores, los derechos del juego y muchas otras propiedades intelectuales de Toaplan se volvieron propiedad de Tatsujin, una compañía nombrada como el título japonés de Truxton que fue fundada en 2017 por el exempleado de Toaplan, Masahiro Yuge, quien ahora es afiliado del fabricante de arcades exA-Arcadia.